# 파우자 싱
파우자 싱(Fauja Singh, 1911년 4월 1일 ~ 2025년 7월 14일)은 영국 인도인 마라톤 선수였다. 그가 영국령 인도의 펀자브주에서 태어날 당시에는 일반적으로 출생증명서가 발급되지 않았으므로 그의 나이는 제삼자에 의해 확인할 수 없다. 훗날 그는 마라톤 선수가 되어 전 세계 마라톤에 참가했다.
그는 여러 연령대에서 마스터스 육상 세계 기록을 여러 개 경신했지만, 그의 기록은 어느 것도 공식 기록으로 인정받지 못했다. 그의 런던 마라톤(2003년) 개인 최고 기록은 6시간 2분이었고, 90대 연령대에서 주장된 그의 마라톤 최고 기록은 2003년 토론토 워터프런트 마라톤에서 주장된 나이 92세에 기록한 5시간 40분이었다. 싱은 2025년 펀자브에서 뺑소니 사고로 사망했다.

## 전기

### 어린 시절
파우자 싱 딘드사는 1911년 4월 1일 영국령 인도의 펀자브 지역 잘란다르 베아스 핀드에서 태어났다고 주장했다. 그는 네 자녀 중 막내였다. 싱은 다섯 살이 될 때까지 걷지 못했다. 그의 다리는 가늘고 약해서 장거리를 거의 걸을 수 없었다. 이 때문에 그는 종종 놀림을 받았고, 다음 10년 동안 "단다"(막대기를 뜻하는 펀자브어: ਡੰਡਾ)라는 별명으로 불렸다. 젊은 시절 싱은 열렬한 아마추어 달리기 선수였지만, 인도의 분할 시기에 달리기를 그만두었다.

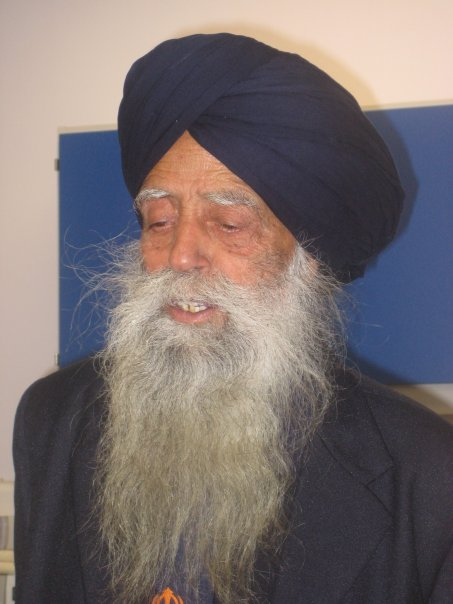
2007년의 싱

### 달리기에 대한 열정의 회복
1994년 8월 건설 현장 사고로 다섯 번째 아들 쿨딥의 죽음을 목격한 후에야 싱은 1995년 달리기에 대한 열정을 되찾았다. 1992년 아내의 죽음과 세 번째 손녀를 낳은 후 합병증으로 사망한 장녀의 죽음은 그에게 삶의 새로운 목표에 대한 결심을 주었다. 싱은 1990년대에 영국으로 이민하여 일퍼드에서 아들 중 한 명과 함께 살았다.
89세가 된 싱은 달리기를 진지하게 받아들여 국제 마라톤 대회에 참가하게 되었다. 그가 에식스주 레드브리지에서 처음 훈련에 나타났을 때 그는 세 벌 정장을 입고 있었다. 코치는 그의 복장을 포함한 모든 것을 다시 조정해야 했다. 싱은 2000년 런던 마라톤에서 첫 경주를 뛰었다. 그의 코치에 따르면, 그는 쉽게 20킬로미터까지 달렸고 마라톤이 26 마일 (42 킬로미터)가 아닌 26킬로미터라고 생각하여 마라톤을 뛰고 싶어했다. 그가 이것을 깨달은 후에야 진지하게 훈련을 시작했다.
93세가 된 싱은 6시간 54분 만에 마라톤을 완주했는데, 이는 90대 연령대 세계 최고 기록보다 58분 빠른 기록이었다. 같은 해인 2004년에 그는 데이비드 베컴과 무하마드 알리와 함께 스포츠웨어 제조업체 아디다스의 광고 캠페인에 등장했다.
싱은 자신이 주장하는 연령대에서 200미터 달리기, 400미터 달리기, 800미터 달리기, 1마일 달리기, 3000미터 달리기 영국 기록을 모두 94분 안에 경신했지만, 현재 이 기록은 공식 기록으로 등재되어 있지 않다.
100세가 된 싱은 캐나다 온타리오주 토론토의 버치마운트 스타디움에서 열린 온타리오 마스터스 협회 파우자 싱 초청 특별 대회에서 하루 만에 8개의 마스터스 육상 세계 기록을 달성하려고 시도하여 성공했다. 캐나다 관계자의 시간 측정에 따르면, 그는 100미터 달리기를 23.14초, 200미터를 52.23초, 400미터를 2분 13.48초, 800미터를 5분 32.18초, 1500미터 달리기를 11분 27.81초, 1마일을 11분 53.45초, 3000미터를 24분 52.47초, 5000미터 달리기를 49분 57.39초에 달려 하루 만에 그의 연령대에서 5개의 세계 기록을 세웠다. 일부 종목은 이전 기록 보유자가 없었는데, 100세 이상의 사람이 이 거리에 도전한 적이 없기 때문이었다. 그의 기록 중 일부는 M95 연령대에 등재된 세계 기록보다도 훨씬 우수하다. 3일 후인 2011년 10월 16일, 싱은 토론토 워터프런트 마라톤을 8시간 11분 6초에 완주하며 100세 마라톤 완주자 중 최초가 되었다고 주장되었다. 출발선에서 총이 발사된 후 그가 출발선을 넘는 데 14분 이상이 걸렸기 때문에 연령대 기록으로 제출되었고 거부된 공식 시간은 8시간 25분 17초였다.
싱의 전기, 『터번을 쓴 토네이도』는 2011년 7월 7일 영국 영국 상원의 애틀리 룸에서 앤서니 영과 은퇴한 영국 형사 법원 판사 모타 싱 경에 의해 공식적으로 출간되었다. 이 책은 찬디가르에 기반을 둔 칼럼니스트이자 작가인 쿠슈완트 싱이 썼다.
2011년 10월, 채식주의자인 싱은 동물을 윤리적으로 대하는 사람들 캠페인에 등장한 최고령 남성이 되었다.
2012년 그는 2012년 하계 올림픽에서 올림픽 성화 봉송 주자로 참여했다.
2013년 2월 24일 홍콩 마라톤에 참가한 후, 싱은 경쟁 달리기를 은퇴할 것이라고 밝혔다. 그는 홍콩 마라톤 10킬로미터 달리기에서 1시간 32분 28초를 기록했다. 은퇴 후에도 싱은 마라톤 행사에서 주자들을 응원하는 것을 즐겼다.
싱은 말레이시아에서 열린 제2회 연례 차르디칼라 런에 특별 게스트로 참여했으며, 이 행사는 그의 명예를 기려 '101세와 달리기'라는 주제로 진행되었다. 그는 은퇴 후에도 이러한 행사에 계속 참석했으며, 2014년 5K 차르디칼라 런에도 참석했다.

### 사생활
싱은 키 1.72 미터 (5 피트 8 인치)에 몸무게 52 kg (115 lb)였다. 그는 흡연과 음주를 삼가고 간단한 채식 위주 식단을 따르는 것이 그의 신체적 건강과 장수의 비결이라고 말했다. 그는 "나는 음식에 대해 매우 신중하다. 내 식단은 간단한 풀카, 달, 녹색 채소, 요거트, 우유다. 나는 파라타, 파코라, 쌀 또는 다른 튀긴 음식은 먹지 않는다. 나는 물과 생강차를 많이 마신다. ... 나는 부정적인 생각이 떠오르지 않도록 라바(신)의 이름을 부르며 일찍 잠자리에 든다."라고 말했다.
마라톤에 대해 그는 "처음 20마일은 어렵지 않다. 마지막 6마일은 신과 이야기하며 달린다."라고 말했다.

#### 사망
싱은 2025년 7월 14일 펀자브주 (인도)의 고향 마을 베아스 핀드에서 도로를 건너다 SUV에 치여 사망했다. 운전자는 이후 싱을 돕거나 병원으로 데려가지 않고 도주한 혐의로 체포되었다. 경찰은 이를 뺑소니 범죄로 보고 있다. 기소된 남성은 2027년까지 취업 허가를 받은 26세 캐나다 거주 남성이다.

## 시크스 인 더 시티
싱은 자신들을 "시크스 인 더 시티"라고 부르는 시크교도 그룹의 최고령자였다. 2009년 에든버러 마라톤 릴레이를 달린 "골든 올디스" 팀에는 79세, 79세, 80세의 다른 세 명의 시크교도가 있었다. SITC 달리기 그룹은 현재 동런던에 기반을 둔 잘 정립된 팀으로, 종교 간 그룹과 함께 전 세계 마라톤을 달리고 파우자 싱의 자선 단체를 위해 기금을 모으고 있다.

## 논란

### 2012년 펀자브 주 선거
싱은 암리차르 근처의 라자 산시 선거구에 있는 쿠크란왈라 마을에서 열린 펀자브 인민당 후보의 선거 유세에 참석하여 당에 대한 지지를 표명했다고 보도되었다. 그러나 이 당은 "파우자 싱을 정치적 목적으로 오용"하고 "노인의 취약성을 자신들의 이익을 위해 남용"했다는 이유로 시크스 인 더 시티로부터 비판을 받았다.

### 나이 확인
기네스 세계 기록은 싱이 자신의 나이를 증명할 출생증명서를 제출할 수 없다는 이유로 그를 기록부에 포함하는 것을 거부했다. 당시 인도 마을에서는 일반적으로 출생증명서가 발급되지 않았고, 싱은 자신의 생년월일이 1911년 4월 1일로 기재된 영국 여권으로 나이를 증명하려고 했다.

## 수상
2003년 11월 13일, 싱은 인종적 자긍심과 관용을 지지하는 미국 단체인 미국 민족 연합으로부터 엘리스 아일랜드 명예 훈장을 수여받았다. 연합의 회장인 윌리엄 푸가지(William Fugazy)는 싱이 인종적 관용의 상징이며, 그의 달리기가 9월 11일 테러 공격으로 생긴 간극을 메우는 데 도움이 된다고 말했다. 푸가지는 "그는 가장 큰 영감이다"라고 말하며, 싱이 이 영예를 받은 최초의 비미국인이라고 덧붙였다.
그는 2011년 그의 업적으로 영국 기반 단체로부터 "인도의 자긍심" 칭호를 받았다.
2012년 7월, 싱은 올림픽 성화를 봉송했다.
싱은 2015년 새해 서훈에서 스포츠 및 자선 활동에 대한 공로로 대영 제국 훈장(BEM)을 받았다.

## 업적
- 완주한 마라톤: 런던 (6), 토론토 (2), 뉴욕 (1)[42]
- 2000년 런던 마라톤: 6:54[42]
- 2001년 런던 마라톤: 6:54[42]
- 2002년 런던 마라톤: 6:45[42]
- 2003년 런던 마라톤: 6:02[42]
- 2003년 토론토 워터프런트 마라톤: 5:40[42]
- 2003년 뉴욕시 마라톤: 7:35[42]
- 2004년 런던 마라톤: 6:07[42]
- 2004년 글래스고 시티 하프 마라톤: 2:33[42]
- 2004년 토론토 워터프런트 하프 마라톤: 2:29:59[42]
- 2011년 토론토 워터프런트 마라톤: 8:11:0[42]
- 2012년 런던 마라톤: 7:49:21[42]
- 2012년 홍콩 마라톤 (10 km): 1:34 (자선 기금 25,800달러 모금)[43]
- 2012년 UK 파크런 – 연령별 기록 보유자: 38분 34초로 179.04%[44]
- 2013년 홍콩 마라톤 (10 km): 1:32:28[45]

## 같이 보기
- 다람팔 싱 구드하, 119세 주장하며 경쟁적으로 달린 사람